# Бе
Вижте пояснителната страница за други значения на Бе.
Бе (на френски: Bex) е курортен град в Югозападна Швейцария, кантон Во, окръг Егъл. Разположен е около река Рона на 25 km на югоизток от Монтрьо. Има жп гара. Населението му е 6207 души по данни от преброяването през 2008 г.

## Родени в Бе
- Луи Айер (1865 – 1916), български педагог и офицер.

## Побратимени градове
- Тутлинген, Германия